# Sušići
Sušići is een plaats in de gemeente Buzet in de Kroatische provincie Istrië. De plaats telt 10 inwoners (2001).